# Vin vào thành tựu
Vin vào thành tựu (tiếng Anh: Appeal to accomplishment) là ngụy biện trong đó Người A thách thức luận điểm do Người B đưa ra bởi vì Người B chưa đạt được thành tựu tương tự hoặc chưa đạt được nhiều thành tích như Người C hoặc Người A.
Vin vào thành tựu là một dạng lập luận vin vào thẩm quyền – một ngụy biện khá phổ biến. Có người cho rằng khi mọi bên trong tranh luận đều đồng ý về tính đáng tin cậy của thẩm quyền trong bối cảnh đã cho thì lập luận kiểu này lại hợp lý và thuyết phục.

## Ví dụ
- "Làm được như người ta chưa mà nói?"
- "Chưa làm được gì chỉ biết gõ phím thì nói gì ai?"
- "Có con chưa mà nói?"
- "Cứ có con đi rồi biết."